# Klein Wannenhorn
Klein Wannenhorn är en bergstopp i Schweiz.   Den ligger i distriktet Goms och kantonen Valais, i den centrala delen av landet, 70 km sydost om huvudstaden Bern. Toppen på Klein Wannenhorn är 3 707 meter över havet, eller 40 meter över den omgivande terrängen. Bredden vid basen är 0,11 km.
Terrängen runt Klein Wannenhorn är huvudsakligen mycket bergig. Närmaste större samhälle är Grindelwald, 16,4 km norr om Klein Wannenhorn. 
Trakten runt Klein Wannenhorn består i huvudsak av gräsmarker. Runt Klein Wannenhorn är det ganska glesbefolkat, med 27 invånare per kvadratkilometer.